# Turismo in Etiopia

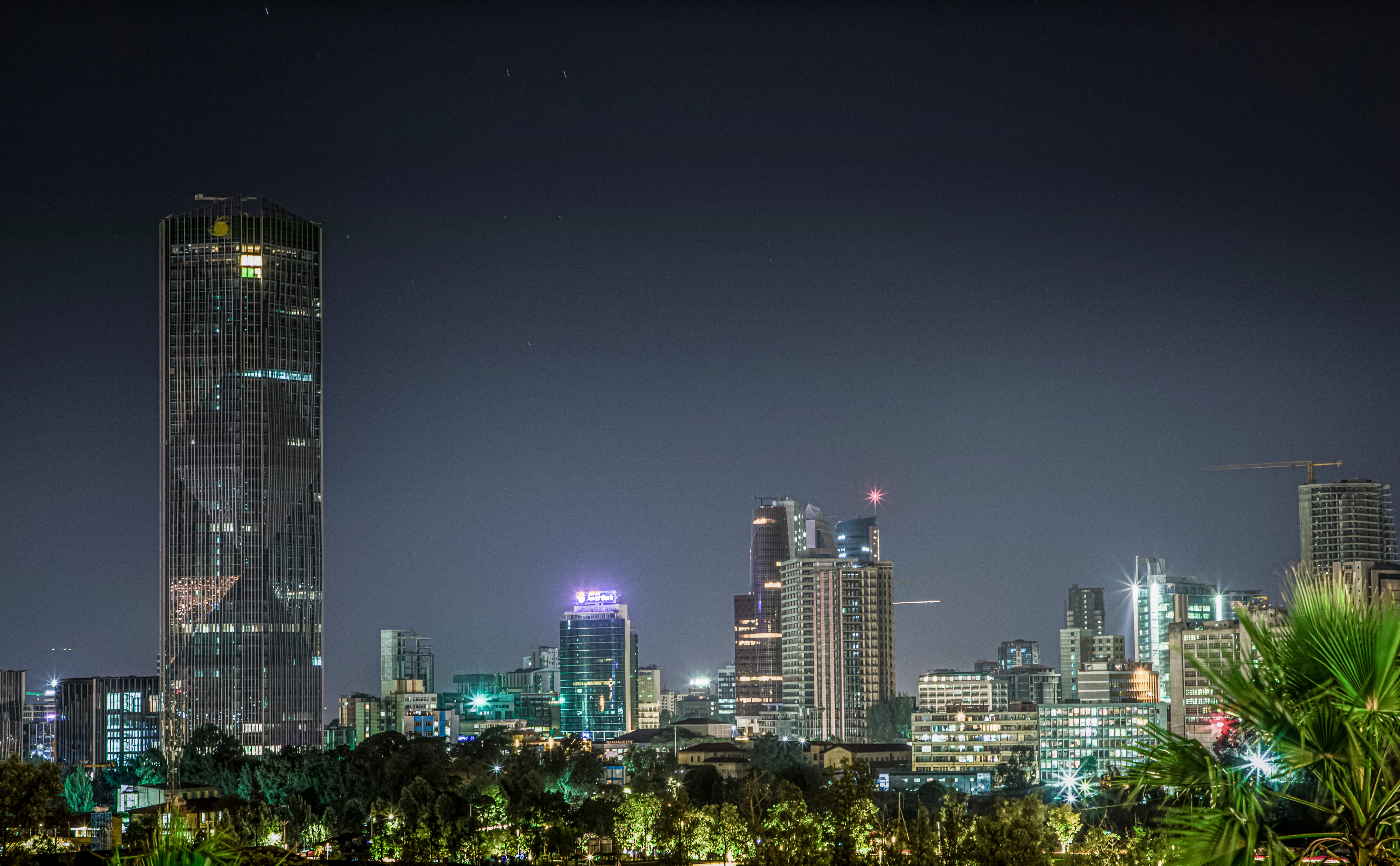
Addis Abeba è il principale centro turistico dell'Etiopia

Nel 2006, il turismo in Etiopia rappresentava il 5,5% del prodotto interno lordo (PIL) del Paese, con un aumento di appena il 2% rispetto all'anno precedente. Il governo sta dimostrando il suo impegno e la sua volontà di sviluppare il turismo attraverso diverse iniziative. Il turismo è una componente fondamentale del Documento strategico per la riduzione della povertà (PRSP) dell'Etiopia, che mira a combattere la povertà e a promuovere lo sviluppo economico.

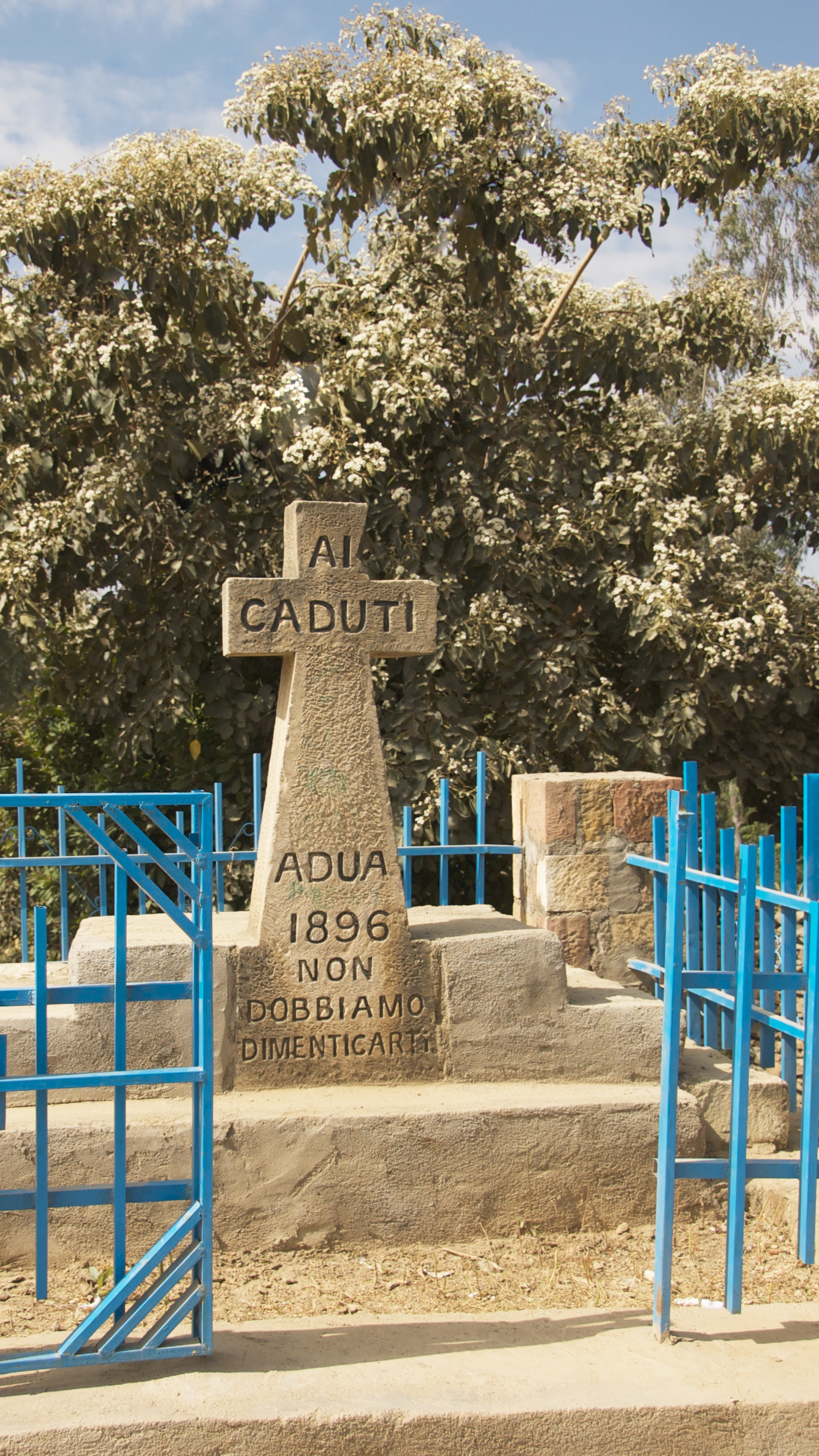
Un memoriale dedicato ai soldati italiani caduti nella Battaglia di Adua

Le destinazioni turistiche includono i parchi nazionali etiopi incluso il Parco Nazionale dei Monti Semien e siti storici, come le città di Axum, Lalibela e Gondar, la città murata di Harar Jugol, la Moschea di Negash, a Negash e le Grotte di Sof Omar.
Sviluppatosi negli anni '60, il turismo subì un forte declino tra la fine degli anni '70 e gli anni '80 sotto il Derg. La ripresa è iniziata negli anni '90, ma la crescita è stata frenata dalla mancanza di alberghi e altre infrastrutture adeguate, nonostante un boom nella costruzione di alberghi e ristoranti di piccole e medie dimensioni, e dagli effetti della siccità e dell'instabilità politica.
Nel 2002, oltre 156.000 turisti entrarono nel paese, molti dei quali etiopi provenienti dall'estero, spendendo oltre 77 milioni di dollari. Nel 2008, il numero di turisti entrati nel paese era aumentato a 330.000. Un decennio dopo, nel 2019, l'Etiopia ha registrato un record di 812.000 turisti in visita al paese, generando un fatturato di 3,55 miliardi di dollari (il 4,2% del prodotto nazionale lordo).

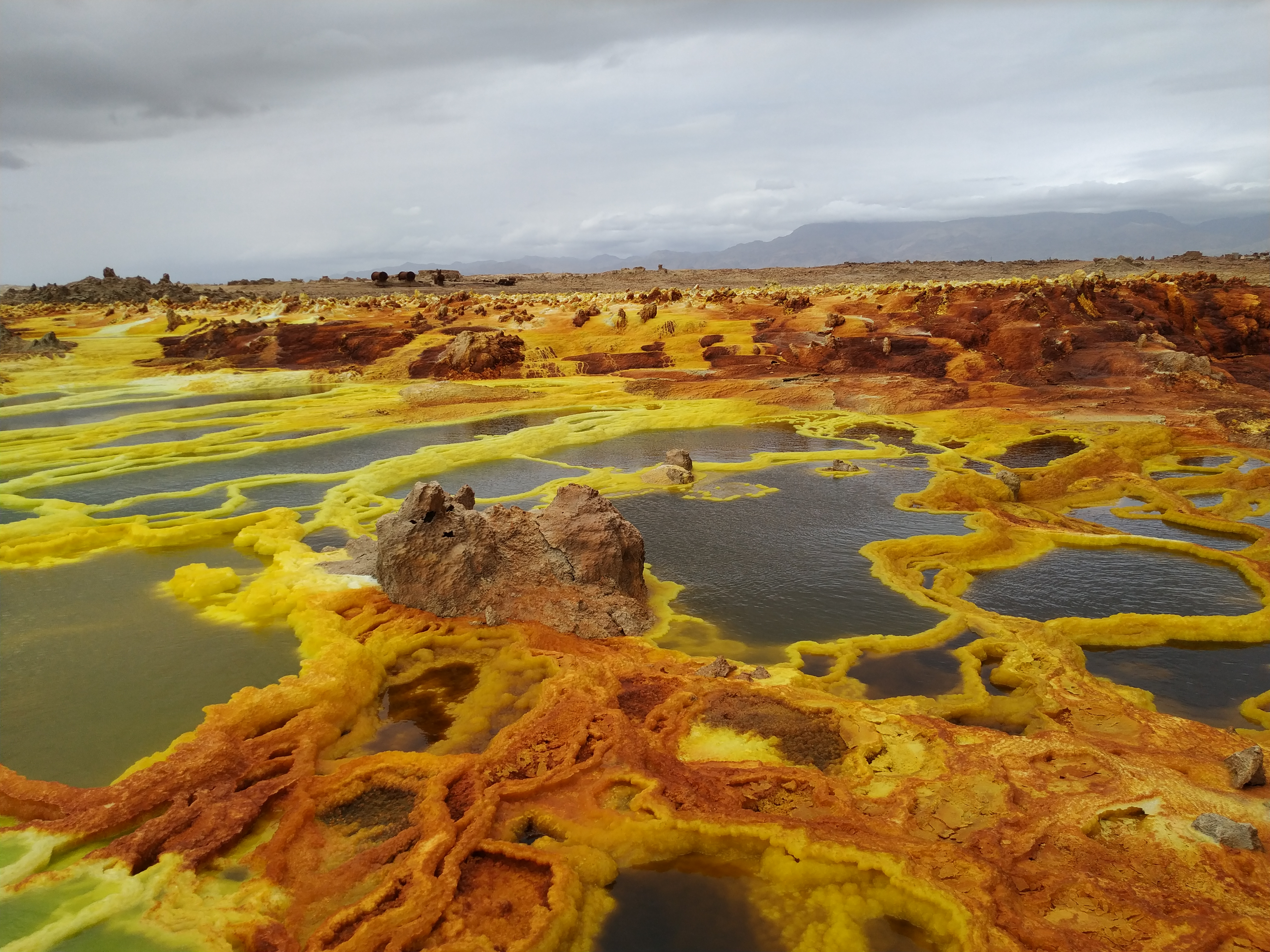
Vulcano Dallol

Un aspetto incoraggiante è la crescente popolarità dell'ecoturismo, con un significativo potenziale di crescita in Etiopia. Si prevede che le vendite al dettaglio di viaggi continueranno a crescere, registrando un aumento del 7% nel 2006 e con una previsione di crescita del 5% nel 2007. Le vendite sono trainate principalmente dal crescente interesse per i pacchetti ecoturistici, tra cui viaggi d'avventura, trekking e safari a piedi, che rappresentano gran parte dei ricavi dei tour operator.
L'Etiopia ha i seguenti nove siti del patrimonio mondiale dell'UNESCO:
- Rovine di Aksum
- Chiese scavate nella roccia a Lalibela
- Fasil Ghebbi, Regione di Gondar
- Harar Jugol, la città storica fortificata
- Paesaggio culturale Konso
- Bassa Valle del Auasc
- Bassa Valle del Omo
- Tiya
- Parco Nazionale dei Monti Semien
- Paesaggio culturale Ghedeo